# Pácini várkastély
A Pácini várkastély más néven Mágóchy-Alaghy-Sennyei-várkastély, de Mágóchy-kastély néven is ismert.

## A kastély rövid története
A Bodrogköz egyik legszebb műemlékeként tartják számon a pácini várkastélyt, melyet 1581-ben Mágócsy András nemes úr építtetett fel, miután feleségül vette a gazdag Alaghy Juditot. Ebben a korszakban egyre nagyobb számban létesültek a török hódoltság vérzivataros hadszíntereitől biztonságos távolságra élő középnemesség olyan rezidenciái, melyeknél már elsősorban a kényelmi szempontok számítottak és nem a biztonságos védelem zord elvárásai.
Így emelték a nagyméretű, reneszánsz ablakokkal keretezett, tágas, cserépkályhákkal jól fűthető szobáit és termeit, melyeknek külső homlokzatát a felvidéki sgraffito vakolatdíszítéssel látták el egykori építőmesterei. Tetőzetének oromdíszes pártázata is eme stílushoz tartozott, de a mögötte megbújó szolgaszemélyzet lőfegyvereivel gyilkos össztűz alatt tarthatta a nemesi lak ellen támadókat. Természetesen a korszak gyenge közbiztonsága miatt szükséges volt a lakópalota két sarkát vaskos tornyokkal ellátni, míg a gazdasági helyiségeket és raktárakat külső kőfallal kerítették, négy sarkát egy-egy toronnyal tagolva. Összességében a pácini várkastély kisebb, könnyűfegyverzetű rablóportyák elleni védelmül szolgált, míg reguláris, ágyúkkal rendelkező csapatok ellen már nem tudta megvédeni a falai között élő földesúri családot.
Korabeli feljegyzések szerint Mágócsy András nem sokáig élvezhette az újonnan emelt kastély kényelmét, mivel egyik bosszúszomjas inasa 1586-ban megmérgezte. Özvegye már a következő esztendőben feleségül ment Rákóczi Zsigmondhoz. 1590-től ismét a Rákóczi-családdal birtokjogi pereskedésbe bocsátkozó Alaghy család szerezte meg, közülük a korabeli adatok szerint Ferenc úr lakott benne.
Miután 1631-ben férfiágon kihaltak, a Sennyei család tulajdonába került a hozzá tartozó környékbeli jobbágyfalvakkal együtt. Egy 1684-es összeírás szerint az egykor oly kényelmes nemesi várkastélyt a kuruc-labanc összecsapások során megrongálták, gazdátlanná váló épületeinek részeit a környékbeli lakosság hordta szét. Szerencsére később Sennyei István nemes úr rendbe hozatta a háborús pusztítások nyomait, majd a XIX. században romantikus stílusban átépítették.
Az évszázados falak között a Bodrogközi Kastélymúzeum kiállításait nézhetjük meg.

## Képgaléria

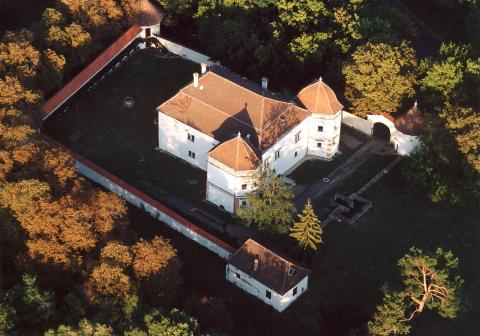
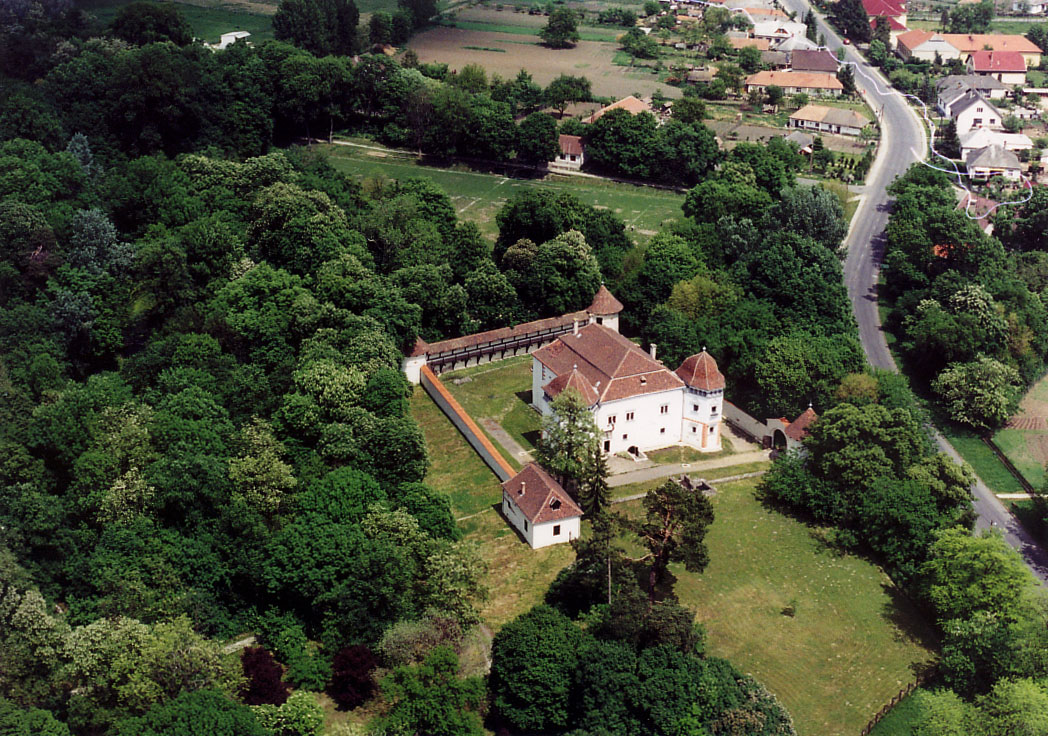
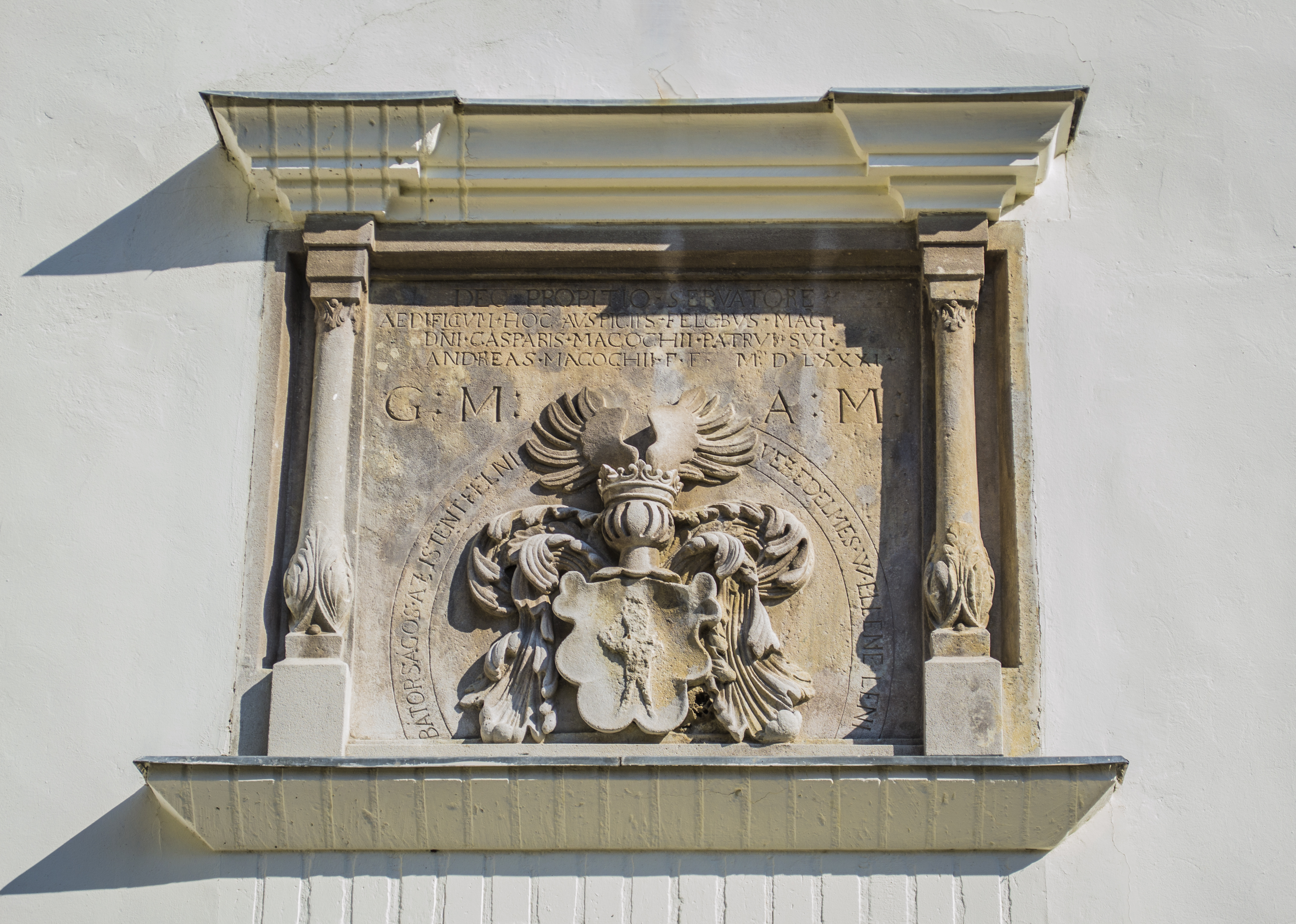
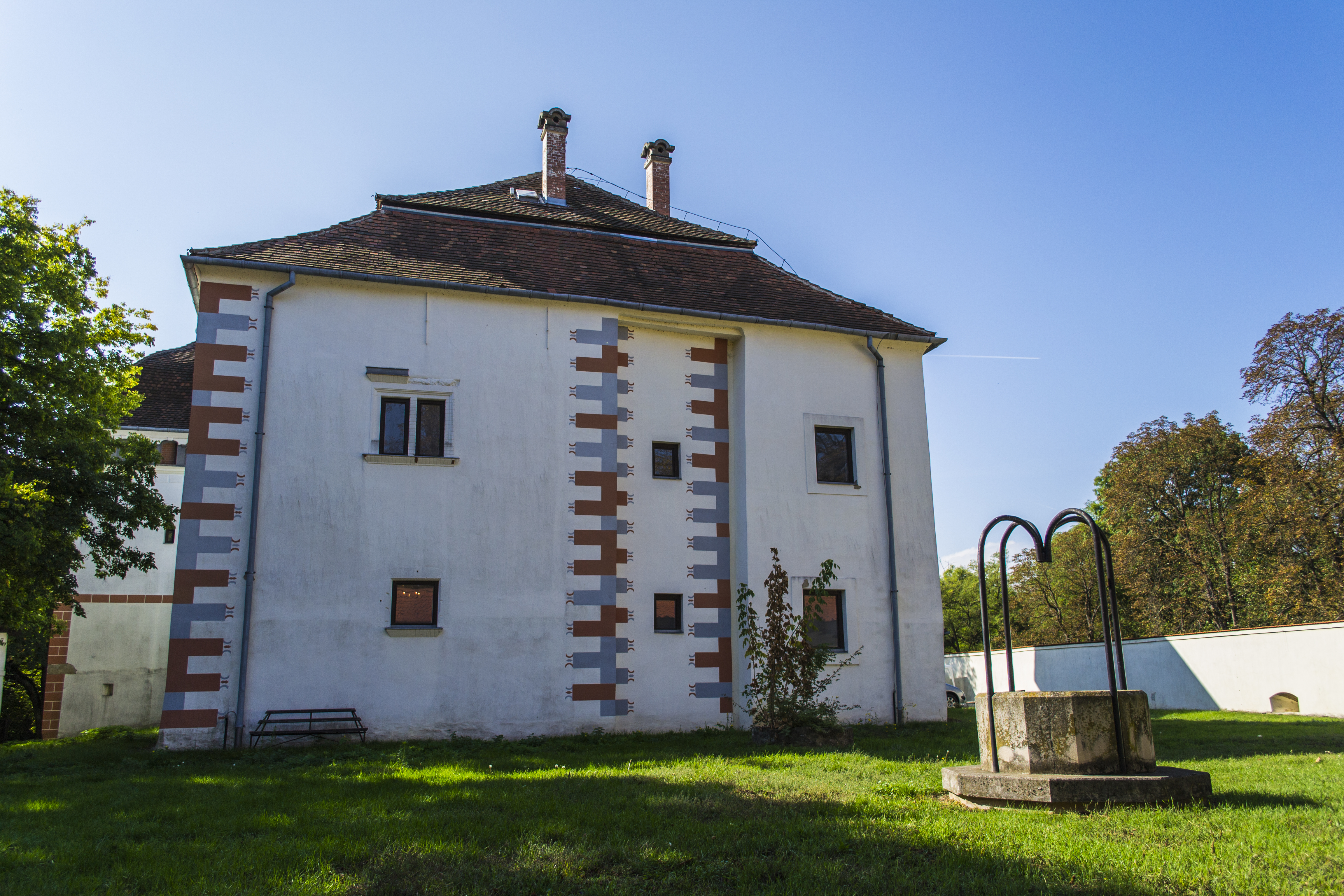